# Michio Kaku
Michio Kaku (jap. 加來 道雄 [Kaku Mičio], * 24. ledna 1947) je americký fyzik, profesor teoretické fyziky na City University of New York, spoluzakladatel strunové teorie pole a popularizátor vědy. Napsal několik knih o fyzice a s ní spojených tématech a často se objevuje v radiu, televizi a dokumentárních filmech.

## Biografie
Narodil se v San José v Kalifornii japonským přistěhovalcům. Jeho děd přijel do Spojených států, aby pomáhal při pracích po zemětřesení v San Franciscu 1906.
Na začátku šedesátých let chodil na Cubberley High School v Palo Altu, kde hrál šachy. V roce 1968 získal titul bakaláře věd summa cum laude (s nejvyšší pochvalou) na Harvard University. Poté studoval v Berkeley Radiation Laboratory na University of California, Berkeley, kde v roce 1972 získal titul Ph.D. Během války ve Vietnamu se připojil k americké armádě, ale než byl povolán do akce, válka skončila.
Nyní se zabývá formulováním teorie všeho, která má spojit čtyři základní síly ve vesmíru: silnou interakci, slabou interakci, gravitaci a elektromagnetickou interakci.
Publikoval přes 170 článků o teorii superstrun, supergravitaci, supersymetrii a hadronech. V roce 1974 spolu s profesorem K. Kikkawou poprvé napsal článek o strunové teorii pole, která spojuje všech pět teorií strun do jedné rovnice. Také napsal několik populárně-vědeckých knih: Visions, Hyperprostor, Einsteinův vesmír a Paralelní světy a s Jennifer Thompson napsal knihu Dále než Einstein. Hyperprostor se stal bestsellerem a deníky The New York Times i The Washington Post ho zařadily mezi nejlepší vědecké knihy roku. Ve Fyzice nemožného zkoumá např. neviditelnost, teleportaci, předpovídání budoucnosti, vesmírné lodě, stroje na antihmotu, cestování v čase a další záležitosti, které rozděluje do kategorií podle toho, kdy (a jestli vůbec) by se mohly uskutečnit. V březnu 2008 se Fyzika nemožného dostala na seznam bestsellerů magazínu The New York Times.

## Filmografie
- We Are the Guinea Pigs (1980)
- Borders (1989)
- Synthetic Pleasures (1995)
- Odhalený Einstein (1996)
- Future Fantastic (1996)
- Vesmír Stephena Hawkinga  (1997)
- Bioperfection: Building a New Human Race (1998)
- Exodus Earth (1999)
- Me & Isaac Newton (1999)
- Space: The Final Junkyard (1999)
- Big Questions (2001)
- Paralelní světy (2001)
- Horizon: "Time travel" (2003)
- Robo sapiens (2003)
- Brilliant Minds: Secret Of The Cosmos (2003)
- Nova: "The Elegant Universe" (2003)
- Hawking (2004)
- The Screen Savers (2004)
- Unscrewed with Martin Sargent (2004)
- Život na jiné planetě (2005)
- ABC News "UFOs: Seeing Is Believing" (2005)
- HARDtalk Extra (2005)
- Last Days on Earth (2005)
- Obsessed & Scientific (2005)
- Horizon: "Einstein's Unfinished Symphony" (2005)
- Proroci science fiction (2006)
- Time (2006)
- Svět za padesát let (nebo 2057) (2007)
- The Universe (2007)
- Futurecar (2007)
- Attack of the Show! (2007)
- Co nás čeká v budoucnu (2008)
- Horizon: "The President's Guide to Science" (2008)
- Stephen Hawking: Master of the Universe (2008)
- Horizon: "Who's Afraid of a Big Black Hole" (2009–2010)
- Sci Fi Science: Physics of the Impossible (2009–2010)
- Horizon: "What Happened Before the Big Bang?" (2010)
- GameTrailers TV With Geoff Keighley: "The Science of Games" (2010)
- How the Universe Works (2010)

## Výběr z bibliografie
- Hyperprostor, 2008, Argo (Hyperspace, 1994) je o čtyřech silách vesmíru a o vyšších dimenzích.
- Dále než Einstein, 2009, Argo (Beyond Einstein, 1995) je hlavně o Albertu Einsteinovi a jeho cestě za hledáním teorie všeho.
- Einsteinův vesmír, 2005, Argo (Einstein's Cosmos, 2004) je kniha o Albertu Einsteinovi.
- Paralelní světy, 2007, Argo (Parallel Worlds, 2004) líčí možnost existence paralelních světů. Kaku v ní také píše o černých dírách a dalších často kladených otázkách pokročilé fyziky.
- Fyzika nemožného, 2008, Argo (Physics of the Impossible, 2008) představuje vědu, o které lidé sní. Kaku zkoumá myšlenky, které se lidem zdají nemožné. Kniha je rozdělena na nemožnosti I. řádu, II. řádu a III. řádu podle toho, kdy si Kaku myslí, že by tyto myšlenky mohly být uskutečněny.
- Physics of the Future (2011) nabízí možný vývoj technologického pokroku v příštích 100 letech.
- Budoucnost lidstva, 2019, Prostor (The future of Humanity) líčí kam by lidstvo mohlo dospět v oblasti kosmických letů, zlepšování člověka a osidlování vesmíru.